# Chysis bractescens
Chysis bractescens es una especie de orquídea con hábitos de epifita, originaria de Oaxaca, Tabasco, Guatemala, Belice, El Salvador, Honduras, y Nicaragua.

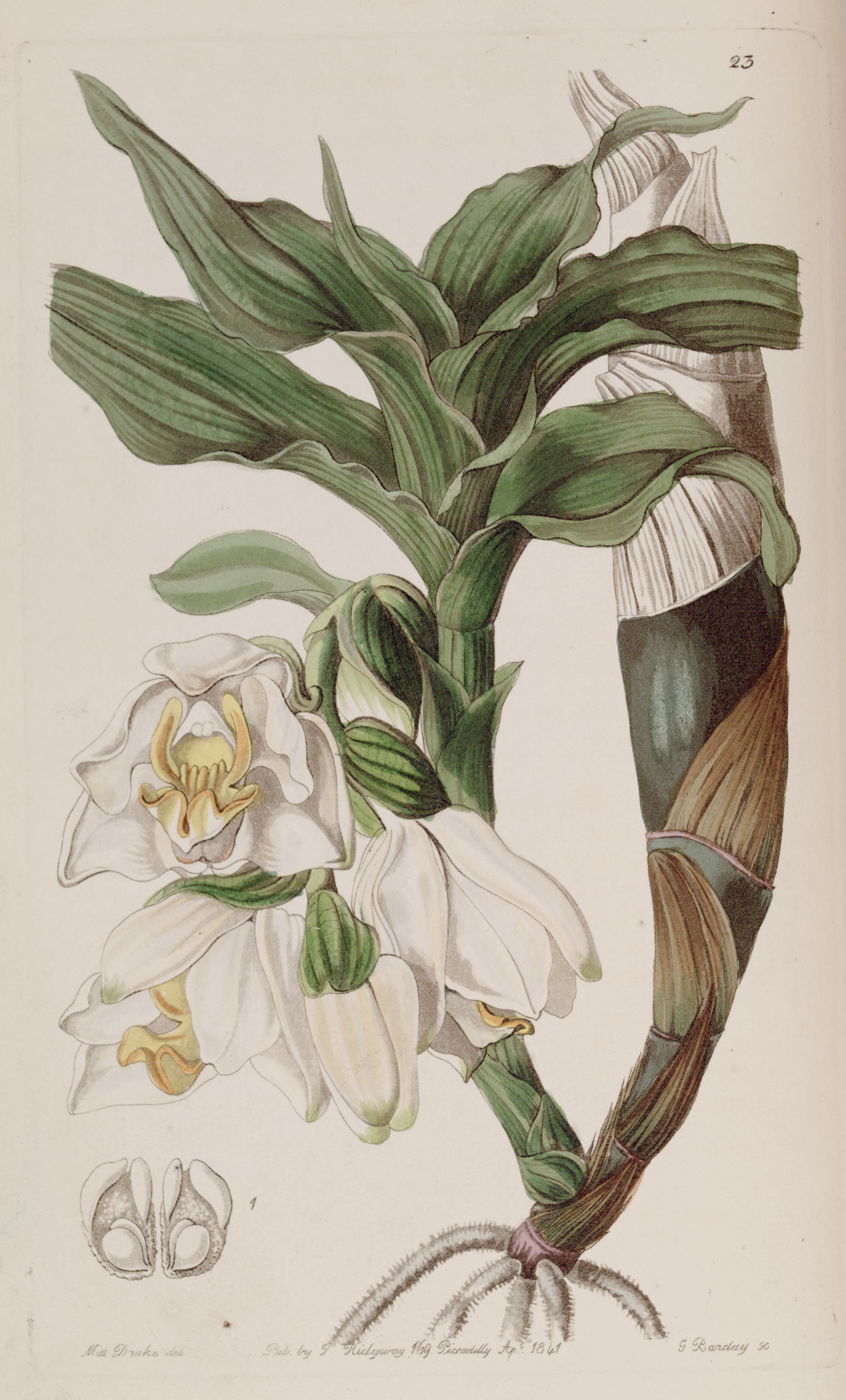
Ilustración

## Descripción
Es una  orquídea  de pequeño a mediano tamaño, con hábitos de epifita y pseudobulbos fusiformes de 15–23 cm de largo, algo comprimidos, revestidos de vainas escariosas. Hojas de 27 cm de largo y 8 cm de ancho. Inflorescencia con 3–5 flores, emergiendo lateralmente junto con el nuevo brote (retoño) en la base del pseudobulbo, flores con sépalos y pétalos blancos, labelo amarillo pálido en el exterior y amarillento con rayas café-rojizas en el interior; sépalo dorsal 4.5 cm de largo y 2.5 cm de ancho, los sépalos laterales 4.5 cm de largo y 3 cm de ancho; pétalos 4.5 cm de largo y 2 cm de ancho; labelo con los lobos laterales encorvados abrazando la columna, disco de 5 carinas elevadas; columna corta y gruesa.

## Distribución y hábitat
Se encuentra en México, Guatemala y Belice, El Salvador, Honduras y Nicaragua,  en los árboles y las rocas calcáreas de vez en cuando en los bosques húmedos en elevaciones de 800 a 1500 metros, semicaducos con un invierno más seco para asegurar que florece, y crece mejor montado en helecho arborescente o en cestas para dar cabida a las cañas colgantes.

## Taxonomía
Odontoglossum constrictum fue descrita por John Lindley   y publicado en Edwards's Botanical Register 26: misc. 61. 1840.
Etimología
Chysis: nombre genérico que procede del griego antiguo Chysis =  "fusión" en referencia a que las polinias a menudo tienden a estar fundidas.
bractescens: epíteto latino que significa "con brácteas".
Sinonimia
- Chysis aurea var. bractescens (Lindl.) P.H.Allen
- Thorvaldsenia speciosa Liebm. (1844)
- Chysis makoyi Heynh. (1846)[5][7][8]